# 家族割引サービス
家族割引サービス（かぞくわりびきサービス）は、携帯電話・PHS料金の割引サービスの一つ。NTTドコモではファミリー割引、KDDI並びに沖縄セルラー電話の各auでは家族割、ソフトバンクモバイルでは家族割引と称される。

## 概要
同一家族において、同じ携帯電話会社に加入することにより、基本料金の割引や、家族間相互の通話・メールなどに特典が受けられるサービスである。月額料金は不要であるが、別途申し込みが必要である。
なお、ウィルコムのファミリーパックはウィルコム定額プラン専用のサービスである。
「家族」とされるのは、auの場合、戸籍謄本または健康保険証で関係を証明できる範囲である。これに対しNTTドコモの場合は主回線契約者から三親等以内が対象である。
複数回線を利用していれば、主回線の契約者名義の回線のみでも契約はできるが、ガラケーとスマホまたはルータの2台持ちなどを想定しており、第三者に使わせることは規約上禁止されている。

## 割引の仕組み

### 基本料金の割引
基本料金の割引には、以下のように大別できる。
全回線25%割引タイプ
NTTドコモやauで採用されている方式であり、本サービスに加入することにより、主回線・副回線の基本料金が一律25%割引かれる。とりわけ、主回線で高い料金プランを選んでいる場合に有利である。また、年間割引サービスとの組み合わせも可能であり、最大50%の割引が受けられる。
副回線50%割引タイプ
ソフトバンクモバイルの旧料金プランで採用されている方式であり、主回線の割引はないが、副回線について50%の割引がうけられるタイプである。また、ソフトバンクモバイルの旧料金プランでは無料通信分も半分となる。ただし、高い料金プランに本サービスを適用することで、通話単価を抑える効果が得られる。
副回線の数によって割引対象が変わるタイプ
ウィルコムで採用されている方式である。詳しくは後述。

### 付加サービス
本サービスに加入した場合、以下のような付加サービスが受けられる。
家族間通話割引・無料サービス
加入家族間の通話料金が無料になる（ソフトバンクモバイルのホワイトプラン）か、30% - 50%割引となる。
さらに、別途有料サービスとの併用で、割引率の拡大や家族間通話が無料になる場合もある。各社の詳細を参照のこと。
家族間メール無料
加入家族間の相互メールが無料となる。ただし、auはCメールのみ。
固定電話への通話割引
加入家族の携帯電話から、指定した固定電話への通話料金が10%割引となる（NTTドコモ）。

### 無料通信分共有サービス
auでは毎月余った無料通信分を家族内でわけあうことができる。ただし、auでは無期限くりこしとの併用はできない。
ソフトバンクモバイルでは、オレンジプランおよびブループランにおいて、前月に余った無料通信分を、同種（同色）の料金プランを利用する家族内で任意の額を任意の回線へ分配することができる。異種料金プランへの分配（オレンジプラン←→ブループラン）は不可。また、無料通信分がもともとない料金プランの一部へは分配ができない。
NTTドコモでは2015年5月まで、2か月繰り越して余った無料通信分を分け合うことができたが、2015年6月から廃止された。

### ワイドサービス
NTTドコモでは「ファミ割ワイド」「ファミ割ワイドリミット」「ファミ割ワイド バリュー」「ファミ割ワイドリミット バリュー」、auでは「家族割ワイドサポート」と呼ばれる。副回線一律50%割引であるソフトバンクモバイルの「家族割引」に対抗するため導入されたものであり、家族割引サービスと年間割引サービスとの併用により、基本料金1,500円（税別）（NTTドコモの「ファミ割ワイド バリュー」は735円、「リミット」は+105円）で加入できた。対象は原則として中学生以下と60歳以上に限られる。ただし、NTTドコモでは、ハーティ割引（ふれあい割引）に加入している場合、年齢に関係なく加入できた。
一般のプランを申し込んだ場合に比べて、通話料が割高な設定となっており、無料通信分も付いていないため、通話をほとんどしない待ち受け中心のサービスである。両社は類似の料金でメール定額プランの提供を始めたため、これらのプランへの新規申し込みは終了している。

## 各社の詳細

### ファミリー割引（NTTドコモ）
基本料金割引
全回線基本料金25%割引。新いちねん割引（10% - 25%割引）との併用で最大50%割引（継続使用10年超）。または、ファミ割MAX50への申し込みで50%割引。
通話料金割引
家族内通話料金が30%割引。自宅固定電話への通話料金10%割引
自回線と同一の家族グループ内の番号をゆうゆうコールに設定した場合、割引はゆうゆうコールのみが適用されファミリー割引分の通話料値引きは重ねて適用されず、ゆうゆうコールの30%割引）のみとなる。
家族間通話無料
2008年4月1日より、FOMA限定割引としてファミ割MAX50との併用または継続使用10年超でいちねん割引との併用でファミリー割引グループ内通話が24時間無料（テレビ電話通話料は60%割引）。
メール
家族間のiモードメール無料。movaは全角250文字相当、FOMAはデコメールや画像添付も含めて完全無料。（添付ファイルは無料の範囲に条件がついていた時期もあったが、2009年5月1日より条件が撤廃され、全て無料となった。）
SMSは対象外のため有料。家族間のspモードメールは、iモード側は相手がspモードであってもiモードメールとして送受信するため無料、spモード側は送受信すべて有料となる。。
無料通信分共有サービス(廃止)
以前は同一家族内で無料通信分をわけあえるサービスがあったが、2015年6月より廃止されている。
回線数
10回線まで。movaにかつて存在したドニーチョ契約（平日の日中には発着信とも不可のプラン）の回線を入れることはできなかった。
請求先
請求の分割が可能で、離れて住む家族でも加入できる。

### 家族割（au by KDDI／沖縄セルラー電話）
基本料金割引
全回線基本料金25%割引。
CDMA 1X WINでは、年割併用で最大50%割引（継続使用10年超）。
CDMA 1Xでも、年割併用で最大43% - 51%割引（継続使用4年長、割引率は加入地域・プランにより異なる）
通話料金割引
家族内通話料金が30%割引。指定割と併用で60%割引。
2008年3月1日より、誰でも割またはスマイルハート割引と併用で家族内通話料金が100%割引（テレビ電話通話料は60%割引。同年12月1日からはau契約年数10年以上の年割契約者も対象になった）。
メール
家族間のCメールが無料。全角50文字相当まで。
無料通信共有サービス
家族分け合いコースを選択した場合、同一家族内で当月の無料通話を共有できる。ただし、無期限くりこし（くりこしコース）を選択した場合は、共有は行われない。
回線数
10回線まで
請求先
請求の分割が可能で、離れて住む家族でも加入できる

### 家族割引（ソフトバンクモバイル）
スマ放題の場合
基本料金割引
メール
ホワイトプランの場合
通話料金無料
ホワイト家族24に申し込むことで、家族間の通話が終日無料となる（テレビ電話をのぞく）。
メール
ホワイトプランのサービスとして、SoftBank同士のメールが終日無料である。
ゴールドプランの場合
基本料金割引
ゴールドプラン家族割引に加入することで、基本料金最大70%割引（継続使用10年超）
メール
ゴールドプランのサービスとして、SoftBank同士のメールが終日無料である。
オレンジ/ブループランの場合
オレンジ/ブループランの家族割引は、プランの性格上、それぞれauの家族割、DoCoMoのファミリー割引に準じる。ただ異なる点として、オレンジプランでも繰り越しと分けあいを併用可能であること、分けあいを行う場合は（同一色プランの）どの契約回線にいくら分け与えるかを契約者が都度指定する必要があることが挙げられる。なお、auのように当月の無料通信は分け合いの対象ではない。
回線数
10回線まで
請求先
以前は加入にあたり、請求先を主回線に集約する必要があったが、2006年9月1日にこの制限は撤廃され、請求の分割や住所の異なる家族同士の加入も可能となっている。
ボーダフォン時代からの料金プラン（受付終了）の場合
基本料金割引
副回線のみ基本料金50%割引。ハッピーボーナスと併用で最大75%割引。家族通話定額やLOVE定額を併用すると、2,000円以下の料金で音声通話定額制が可能。
他社と異なり、副回線では無料通信も半分となる。
通話料金割引
家族内通話料金が50%割引。別途、家族通話定額を申し込むことにより、家族間の通話が無料となる。
メール
家族間メール無料。SMS・MMS・スカイメール・ロングメールが対象（スーパーメールは対象外）。
回線数
5回線まで
請求先
同一名義で一括のみ

### ファミリーパック（ウィルコム）
ウィルコム定額プラン（もしくは新ウィルコム定額プラン）専用のオプション。
月額料金割引
副回線が1回線の場合、副回線の月額料金を700円割引。
副回線が2回線以上の場合、主回線を含むすべての回線の月額料金を700円割引。
通話料金無料
ウィルコム定額プラン（もしくは新ウィルコム定額プラン）のサービスとして、PHSへの通話が終日無料である。
メール
ウィルコム定額プラン（もしくは新ウィルコム定額プラン）のサービスとして、メールが終日無料である。
回線数
6回線まで
請求先
請求先の統合が必要。離れて住む家族でも加入できる。